# UGC 9684
PGC 53758 = UGC 9684 ist eine Balken-Spiralgalaxie vom Hubble-Typ SBab im Sternbild Bärenhüter am Nordsternhimmel. Sie ist schätzungsweise 231 Millionen Lichtjahre von der Milchstraße entfernt.